# Truncatella clathrus
Truncatella clathrus är en snäckart som beskrevs av Lowe 1932. Truncatella clathrus ingår i släktet Truncatella och familjen Truncatellidae. Inga underarter finns listade i Catalogue of Life.